# صقور (فرقة)
إيغلز هم فرقة الروك الأمريكية التي تشكلت في لوس أنجلوس، كاليفورنيا في 1971م بواسطة جلين فراي، ودون هينلي، وبيرني ليدن، وراندي مايسنر.
ومع واحد وسبعين أغنية منفردة، وست جوائز جرامي (Grammy)، وخمس جوائز من جوائز الموسيقى الأمريكية، وواحد وستين ألبومًا، أصبحت فرقة الصقور إحدى فرق السبعينيات الموسيقية الأكثر نجاحًا. في نهاية القرن العشرين، تم تصنيف اثنين من ألبوماتهم، نجاحهم الأكبر (1971م–1975م) وهوتيل كاليفورنيا (Hotel California)، ضمن العشرين ألبومًا الأفضل مبيعًا في الولايات المتحدة وفقًا لاتحاد صناعة التسجيلات في أمريكا (Recording Industry Association of America). وقد احتل هوتيل كاليفورنيا (Hotel California) المرتبة السابعة والثلاثين في رولينغ ستون' لأروع 500 ألبوم على الإطلاق، واحتلت الفرقة المرتبة الخامسة والسبعين في قائمة المجلة عام 2004 لأفضل 100 فنان على الإطلاق.
لقد حققوا أفضل مبيعات في الولايات المتحدة بألبوم نجاحهم الأكبر (1971–1975) (Their Greatest Hits (1971–1975))، الذي تم بيع 42 مليون نسخة تقريبًا في جميع أنحاء العالم. كما حققوا مبيعات وصلت إلى 120 مليون ألبوم حول العالم، 100 ألبوم في الولايات المتحدة وحدها. فهذه الفرقة تحتل المرتبة الخامسة في الفرق الموسيقية الأكثر مبيعًا وهي الفرقة الأعلى مبيعًا في تاريخ الولايات المتحدة. فلم تحقق أي فرقة أمريكية أخرى مبيعات لتسجيلاتها أكثر من الصقور خلال السبعينيات.
وقد قامت فرقة الصقور بإصدار الألبوم الافتتاحي الذي يحمل اسم الفرقة في عام 1972م الأمر الذي أدى إلى ثلاثة من الأربعين سنجل الأفضل، «خذها بسهولة (Take It Easy)»، و«المرأة المشعوذة (Witchy Woman)»، و«شعور سهل هادئ (Peaceful Easy Feeling)». لقد واصلوا نجاح أول ألبومٍ لهم بألبوم ديسبيرادو (Desperado) في عام 1973. ولكن هذا الألبوم كان أقلّ نجاحًا من الأول، حيث لم يتجاوز رقم 41 على الرسوم البيانية ولم تصل أي من أغنيتيه السنجل لأفضل 40 أغنية. ومع ذلك، تضمن الألبوم اثنين من أفضل المقاطع الموسيقية للفرقة، «ديسبيرادو (Desperado)» و«تكيلا صن رايز (Tequila Sunrise)». كما أصدروا ألبوم أون ذا بوردر في عام 1974 بإضافة عازف الغيتار دون فلدر خلال تسجيل الألبوم. وقد تضمن الألبوم أغنيتين سنجل وصلتا لأفضل 40 أغنية: «ألريدي غن (Already Gone)» وأول أغنية لهم تحتل المركز الأول، «بيست أوف ماي لوف (Best of My Love)».
لم تصبح فرقة الصقور أكبر الفرق في أمريكا إلا بعد إصدار ألبوم ون أوف ذيس نايتس (One of These Nights) عام 1975. حيث تضمن الألبوم ثلاث أغانٍ رئيسة وصلت لأفضل عشر أغانٍ: «ون أوف ذيس نايتس»، «Lyin' آيز»، و«تيك إت تو ذا ليمت (Take It to the Limit)». لقد واصلوا هذا النجاح في أواخر 1976 بإصدار ألبوم هوتيل كاليفورنيا (Hotel California)، الذي تم بيع 16 مليون نسخة منه في أمريكا وحدها. ثلاث أغانٍ من هذا الألبوم كانت من بين أفضل عشرين أغنية، «نيو كيد إن تاون (New Kid in Town)»، «هوتيل كاليفورنيا»، و«لايف إن ذا فاست لين (Life in the Fast Lane)». كان آخر ألبوم لهم يتم تسجيله في استديو منذ 28 عامًا في 1979م، حمل اسم ذا لونغ ران (The Long Run)، والذي تضمن ثلاث أغانٍ كانت ضمن أفضل عشر أغانٍ: «هارتيك تونايت» (Heartache Tonight)، «ذا لونغ ران» (The Long Run)، و«أي كانت تل يو واي» (I Can't Tell You Why).
تشتت الفرقة في يوليو عام 1980م ولكن أعيد لم شملها في 1994م في ألبوم هيل فريزيز أوفر (Hell Freezes Over)، وهو مزيج من الأغاني الحية على المسرح والأغاني التي تم تسجيلها في الاستديو. ومنذ ذلك الحين وهم يقومون بجولات متقطعة، كما تم إدراجهم في قاعة مشاهير الروك أند رول (Rock and Roll Hall of Fame) عام 1998م. وفي 2007م، أصدر الصقور ألبوم لونغ رود أوت أوف ادن (Long Road Out of Eden)، وهو أول ألبوم لهم يتم تسجيله بالكامل في الاستديو خلال 28 عامًا كان لهذا الألبوم أن يتصدر قمة الرسومات البيانية للألبومات، حيث اشتمل على خمس أغانٍ احتلت الصدارة في الرسومات البيانية المعاصرة للبالغين وجلب للفرقة جائزتي غرامي (Grammy). وفي العام التالي أصدرت الفرقة لونغ رود أوت أوف ادن تور (Long Road Out of Eden Tour) دعمًا لألبومهم السابق. وتناقش أعضاء الفرقة فيما بينهم حول إمكانية إصدار ألبومٍ آخر.

## وصلات خارجية
- صقور على موقع IMDb (الإنجليزية)
- صقور على موقع الموسوعة البريطانية (الإنجليزية)
- صقور على موقع ميوزك برينز (الإنجليزية)
- صقور على موقع رولينغ ستون (الإنجليزية)
- صقور على موقع أول ميوزيك (الإنجليزية)
- صقور على موقع ديسكوغز (الإنجليزية)
- Eagles official website
- Don Henley official website
- Timothy B. Schmit official website
- Joe Walsh official website
- Don Felder official website